# Limnephilus lopho
Limnephilus lopho là một loài Trichoptera trong họ Limnephilidae. Chúng phân bố ở miền Tân bắc.